# أندرو فوستر (تنس)
أندرو فوستر (بالإنجليزية: Andrew Foster)‏ مواليد 16 مارس 1972 في ستوك أون ترينت، هو لاعب كرة مضرب بريطاني سابق وكان يلعب باليد اليمنى. أعلى تصنيف له في الفردي كان المركز الـ 184 في سنة 1994. بلغ الجولة الرابعة من بطولة ويمبلدون في عام 1993.

## روابط خارجية
- أندرو فوستر على موقع رابطة محترفي التنس (الإنجليزية)
- أندرو فوستر على موقع الاتحاد الدولي لكرة المضرب (الإنجليزية)
- أندرو فوستر على موقع خلاصة التنس.كوم (الإنجليزية)